# Архиепархия Флорианополиса
Архиепархия Флорианополиса (лат. Archidioecesis Florianopolitana) — архиепархия Римско-Католической церкви с центром в городе Флорианополис, Бразилия. В митрополию Флорианополиса входят епархии Крисиумы и Тубарана. Кафедральным собором архиепархии Флорианополиса является церковь Пресвятой Девы Марии.

## История
19 марта 1908 года Римский папа Пий XI издал буллу «Quum Sanctissimus Dominus Noster», которой учредил епархию Санта-Катерины, выделив её из епархии Куритибы. Первоначально епархия Санты-Катерины входила в митрополию Рио-де-Жанейро.
15 августа 1910 года епархия Санта-Катерины вошла в митрополию Порту-Алегри.
17 января 1927 года епархия Санта-Катерины передала часть своей территории в пользу возведения новых епархий Лажиса и Жоинвили. В этот же день епархия Санта-Катерины была переименована в епархию Флорианополиса и возведена в ранг архиепархии буллой «Inter praecipuas» Римского папы Пия XI.
28 декабря 1954 года, 23 ноября 1968 года и 19 апреля 2000 года архиепархия Флорианополиса передала часть своей территории в пользу возведения епархий Тубарана, Риу-ду-Сула и Блуменау.

## Ординарии архиепархии
- епископ João Batista Becker (3.05.1908 — 1.08.1912) — назначен архиепископом Порту-Алегри;
- архиепископ Joaquim Domingues de Oliveira (2.04.1914 — 18.05.1967);
- архиепископ Alfonso Niehues (18.05.1967 — 23.01.1991);
- архиепископ Эузебиу Оскар Шейд (23.01.1991 — 25.07.2001) — назначен архиепископом Рио-де-Жанейро;
- архиепископ Мурилу Себастьян Рамус Крижир (20.02.2002 — 12.01.2011) — назначен архиепископом Сан-Салвадора-да-Баия;
- архиепископ Wilson Tadeu Jönck, S.C.I. (28.09.2011 — по настоящее время).

## Источник
- Annuario Pontificio, Libreria Editrice Vaticana, Città del Vaticano, 2003, ISBN 88-209-7422-3
- Булла Inter praecipuas, AAS 19 (1927), p. 172 Архивная копия от 3 марта 2013 на Wayback Machine  (лат.)